# 明朝藩王列表 (非皇族系)
本頁面列出明朝非皇室成員的藩王。

## 親王

### 大國
| 洪武二年（1369年）追赠。 |          |                  |          |      |
| 稱號                     | 國君姓名 | 關係             | 在位年數 | 註記 |
| 大王                     | 侯？     | 明太祖、外高祖父 | 追封     |      |

### 高國
| 洪武二年（1369年）追赠。 |          |                  |          |      |
| 稱號                     | 國君姓名 | 關係             | 在位年數 | 註記 |
| 高王                     | 王？     | 明太祖、外曾祖父 | 追封     |      |

### 扬國
| 洪武二年（1369年）追赠。 |          |                |          |      |
| 稱號                     | 國君姓名 | 關係           | 在位年數 | 註記 |
| 扬王                     | 陈？     | 明太祖、外祖父 | 追封     |      |

### 徐國
| 洪武二年（1369年）追赠。 |          |                |          |      |
| 稱號                     | 國君姓名 | 關係           | 在位年數 | 註記 |
| 徐王                     | 马？     | 孝慈高皇后、父 | 追封     |      |

### 鄂國
| 永曆年间追赠。 |          |      |          |                                                        |
| 稱號           | 國君姓名 | 關係 | 在位年數 | 註記                                                   |
| 鄂壯武王       | 金聲桓   |      | 追封     | 初降清，后反正，败，自尽。赠豫章王，榆林王，加封鄂王。 |

### 冀國
- 冀王 孫可望

### 秦國
- 秦王 孫可望

### 潮國
| 永曆年间封，不受。 |          |                |              |                                                      |
| 稱號               | 國君姓名 | 關係           | 在位年數     | 註記                                                 |
| 潮武王             | 鄭成功   | －             | 不受，后追封 | 南明永曆皇帝所封，鄭成功辭未受。鄭克塽追謚為潮武王。 |
| 潮文王             | 鄭經     | 鄭成功、嫡一子 | 追封         | 鄭克塽追謚為潮文王。                                 |

### 晉國
| 永曆十年三月（1656年）封。 |          |                |               |                              |
| 稱號                       | 國君姓名 | 關係           | 在位年數      | 註記                         |
| 晋宣王                     | 李？     | 李定國、高祖父 | 追封          | 永曆十年三月（1656年）追贈。 |
| 晋英王                     | 李？     | 李定國、曾祖父 | 追封          | 永曆十年三月（1656年）追贈。 |
| 晋光王                     | 李？     | 李定國、祖父   | 追封          | 永曆十年三月（1656年）追贈。 |
| 晋绍王                     | 李？     | 李定國、父     | 追封          | 永曆十年三月（1656年）追贈。 |
| 晋王                       | 李定國   | 张献忠旧部     | 1656年—1662年 | 永历十年封。十六年薨于缅甸。 |

### 蜀國
| 永历十年（1656年）封。 |          |            |               |                        |
| 稱號                   | 國君姓名 | 關係       | 在位年數      | 註記                   |
| 蜀忠王                 | 刘文秀   | 张献忠旧部 | 1656年—1658年 | 永历十年封，十二年薨。 |

### 濟國
- 濟王 吳三桂

## 郡王

### 滁陽國
- 滁陽王 郭子興，洪武二年（1369年）追贈。

### 康山國
- 康山王  陈友仁

### 中山國
- 中山王（追封）
- 中山王（追封）
- 中山王（追封）
- 中山武寧王 徐達

### 開平國
- 開平王（追封）
- 開平王（追封）
- 開平王（追封）
- 開平忠武王 常遇春

### 陇西國
- 陇西恭献王 李贞

### 岐陽國
- 岐陽武靖王 李文忠

### 寧陵國
- 寧陵武壯王 馮勝

### 寧河國
- 寧河武順王 鄧愈，追贈。

### 東甌國
- 東甌襄武王 湯和

### 黔寧國
- 黔寧王 端木高（追封）
- 黔寧王 沐曾（追封）
- 黔寧王 沐超（追封）
- 黔寧昭靖王 沐英

### 定遠國
- 定遠忠敬王 沐晟

### 丘氏舒城國
- 舒城王 丘福

### 東平國
- 東平王（追封）
- 東平王（追封）
- 東平王（追封）
- 東平武烈王 朱能

### 平陰國
- 平陰武愍王 朱勇

### 定襄國
- 定襄恭靖王 朱希忠，追贈。

### 朱氏舒城國
- 舒城王 朱純臣

### 河間國
- 河間王（追封）
- 河間王（追封）
- 河間王（追封）
- 河間忠武王 張玉

### 定興國
- 定興忠烈王 張輔，追贈。

### 寧陽國
- 寧陽恭靖王 張懋，追贈。

### 忠勇國
| 永乐 二十一年（1423年）封。 |          |              |               |                                                        |
| 稱號                        | 國君姓名 | 關係         | 在位年數      | 註記                                                   |
| 忠勇王                      | 金忠     | 蒙古王子来降 | 1423年—1431年 | 原名也先土干，永乐二十一年封。宣德六年薨。郡爵不再襲。 |

### 宣平國
- 宣平武毅王 朱永，追贈。

### 丽江國
- 丽江武靖王 傅友德，追贈。

### 淝水國
- 淝水忠烈王 黃得功

### 和陽國
- 和陽忠武王 黃得功

### 始安國
- 始安文忠王 瞿式耜

### 中湘國
- 中湘文烈王 何騰蛟

### 榆林國
- 榆林王 金聲桓，追贈。

### 寧夏國
- 寧夏武烈王 李成棟，追贈。

### 延安國
- 延安王 艾能奇

### 平遼國
- 平遼王 孫可望

### 延平國
- 延平王，鄭成功
  - 王世子，鄭經，自行嗣爵稱王。
    - 王次孫，鄭克塽，自行嗣爵稱王。

### 黔陽國
- 黔陽王 皮熊

### 西寧國
- 西寧王 李定國

### 南康國
- 南康王 劉文秀

### 鞏昌國
- 鞏昌王 白文選

### 慶陽國
- 慶陽王 冯双礼

### 漢陽國
- 漢陽王 馬進忠

### 真定國
- 真定王 鄭鴻逵